# 三遊亭金翔
三遊亭 金翔（さんゆうてい きんしょう、1974年11月14日 - ）は、落語協会に所属していた元噺家。
紋は『丸に三つ鱗』、出囃子は『六つの花』。

## 略歴

### 入門前
- 1974年11月 長崎県西海市に生まれる
- 1993年3月 長崎県立長崎南高等学校卒業
- 1997年3月  東京外国語大学外国語学部日本語学科卒業

三遊亭金時（当時）が出演していたテレビドラマを見たのがきっかけで、落語を聴くようになり、入門を決意する。

### 入門後
- 2002年2月 三遊亭金時に入門
- 2002年6月 前座として楽屋入り 前座名・時助
- 2005年5月 二ツ目昇進し、金翔に改名
- 2010年11月頃 本人希望により廃業[2]

## 出演

### テレビ
- 2005年「東京日和」(日本テレビ)
- 2005年「クイズ！人生ゲーム」(BS朝日)
- 2007年「伝統芸NOW！」（日テレG＋）
- 2008年「FRIDAY LIVE SHOW」（FM JAGA）
- 2008年「Day TRAX」（FM　WING）

### インターネット
- 2007年 -  「インターネット落語会」（YouTube）

### その他
- 長崎歴史文化博物館において、アニメーション「犯科帳に綴られた長崎人間模様」のナレーションを担当[要出典]

## 執筆活動

### 雑誌
- 2006年「フリーペーパー f-dex」（f-dex編集部）
- 2006年「散歩の達人4月号」（交通新聞社）
- 2007年「東京かわら版3月号“ON & OFFひみつのダイアリー”」（東京かわら版）

### 書籍
- 2006年（平成18年） 「落語「通」検定 粋に楽しむ落語 Yahoo!インターネット検定公式テキスト」（インプレスジャパン）